# Boringholmvognene
Boringholmvognene eller Borringholmvognene er to middelalderlige vogne i træ, der blev fundet under en arkæologisk udgravning på voldstedet Boringholm vest for Horsens i Jylland først i 1900-tallet. Vognene, der kun består af løsdele, stammer fra slutningen af 1300-tallet. Det er de mest betydningsfulde fund af vogne i Nordeuropa fra denne periode.
Udgravningen foregik fra 1906 til 1912 og blev varetaget Christian Axel Jensen og C.M. Smidt på vegne af Nationalmuseet. De blev fundet under hovedbygningerne på voldstedet, der var opført i 1370. Borgen var bygget på små øer i en mose, der gjorde at bevaringsforholdene for organisk materiale var langt bedre, end de normalt er. Da vognene blev fundet under bygninger har de ikke været i brug, mens bygningerne har stået, og de stammer derfor mere sandsynligt fra en gård i nærheden.
Størstedelen af delene var hugget i stykker. Den ene er en arbejdsvogn kaldet en stivvogn, mens den anden er til persontransport og kaldes en fruervogn. Førstnævnte er en vogn med fire hjul uden affjedring, der har været brugt fra jernalderen til 1950'erne. Fruervognen var ligeledes uden affjedring og blev trukket af 2-4 heste. De har været brugt i 1200- og 1300-tallet. Delene fra vognene minder om vogne, der er fundet i Hanseforbundets område.
På Middelaldercentret ved Nykøbing Falster har man rekonstrueret stivvognen. Museet er et frilandsmuseum, der har opført en del af en dansk købstad, som den muligvis har set ud omkring år 1400.
Vogndelene er i dag på Nationalmuseet i København som de øvrige fund fra Boringholm.